# Llac de Bracciano
El llac de Bracciano (en llatí:Lacus sabatinus) és un llac d'origen volcànic situat al nord de la província de Roma (Itàlia) i un tram de la seva riba pertany administrativament al territori municipal de Roma.
El Llac de Bracciano, juntament amb el proper llac Martignano, és una popular destinació turística. El 1999 l'àrea va ser declarada Parc Regional, amb el nom de "Parc Regional de Bracciano - Martignano".

## Aspectes geogràfics i ambientals
El llac té la forma arrodonida típica dels llacs d'origen volcànic. Des del punt de vista geològic, forma part de la zona anomenada Complex vulcànic dels Turons Albans (també dita zona volcànica del Laci).L'activitat volcànica va començar fa uns 600.000 anys al sud de la Mont Soratte i va continuar en diversos focus grans i petits, que inclouen el cràter de la Vall Baccano, el Stracciacappa i el Llac de Martignano. En aquest cas, una càmera de magma, en sortir del volcà, va deixar un buid de 4 quilòmetres de profunditat i finalment es va ensorrar. La depressió resultant es va omplir d'aigua. La fase eruptiva del volcà Sabatino va acabar fa uns 40.000 anys.
La superfície actual del llac Bracciano és de 57,5 km², cosa que el fa el vuitè llac italià per la seva extensió i el tercer dels llacs situats al centre de la península després de llac Trasimè i del Bolsena. La seva profunditat màxima s'ha anat reduint fins als 160 metres actuals, i això el situa en el sisè lloc entre els llacs italians segons la fondària, però el segon entre els del centre de la península després del llac Albano.

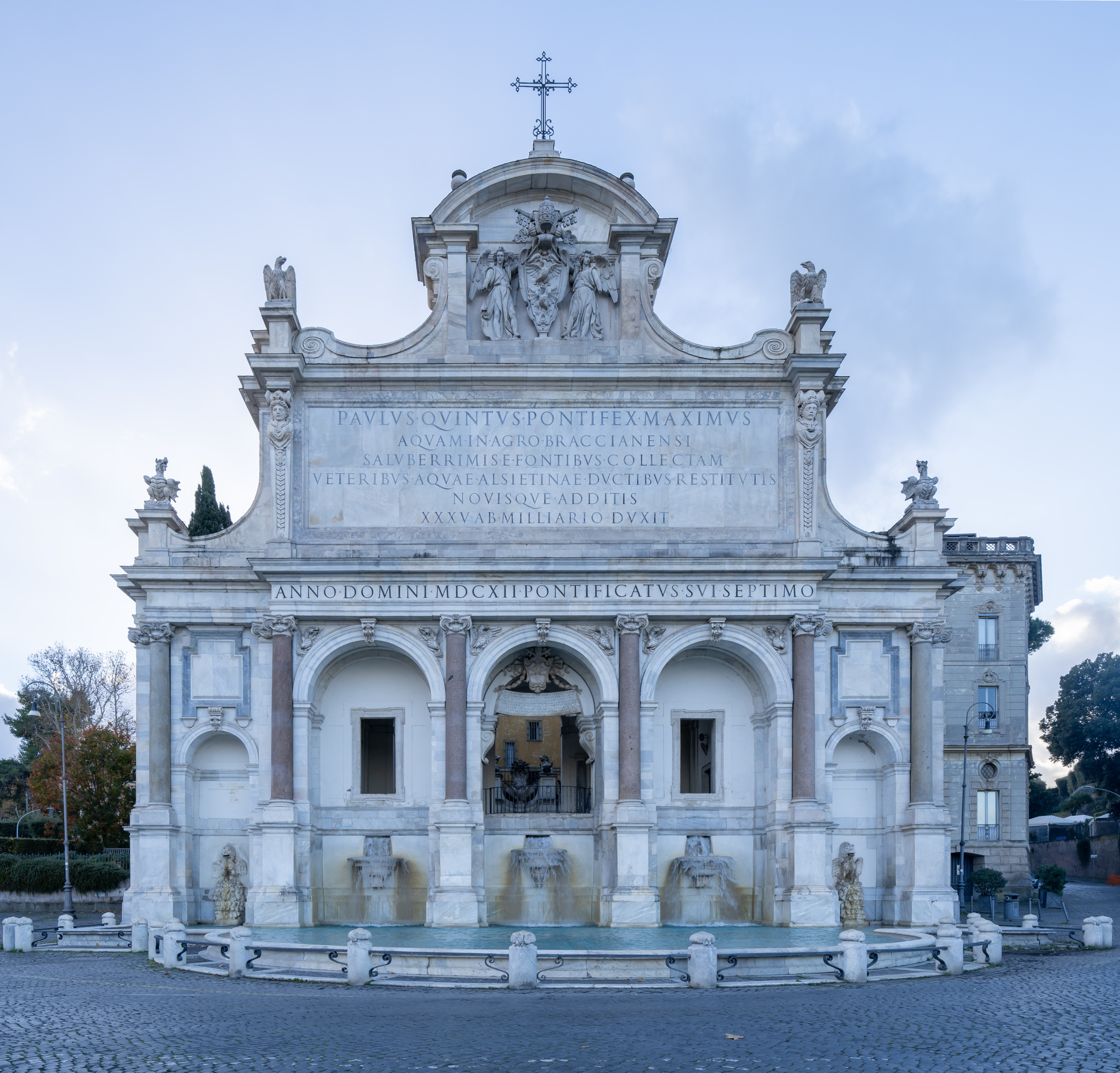
Les aigües del llac Bracciano són aprofitades a través de la Fontana dell'Acqua Paola

Les aigües del llac de Bracciano desguassen en el riu Arrone, que neix a la riba sud-oriental i desemboca en la mar Tirrena pel municipi de Maccarese. A dos quilòmetres a l'est del Bracciano hi ha un altre llac, més petit i també d'origen volcànic, anomenat llac de Martignano. El nivell d'aigua del llac es regula amb una resclosa construïda a finals del segle xviii. Des d'allà una part de l'aigua es desvia fins a la ciutat de Roma, al barri del trastevere, on s'aprofita una primera canalització construïda al segle xvii anomenada Aqua Paola (el nom ve del patrocinador, el Papa Pau V), que acaba en la font del mateix nom.
Tot i amb l'agressió de la urbanització, a la rodalia del llac encara es conserven grans àrees de vegetació i de bosc, espai on niuen nombroses espècies d'aus aquàtiques.
Les aigües del llac són particularment riques en peixos, gràcies al fet que una llei regional impedeix la navegació de naus amb motor, amb l'excepció d'un vaixell que realitza el servei de temporada entre els tres nuclis de població de la conca. L'espècie de peix més abundant es diu Alosa agone.

## Arqueologia

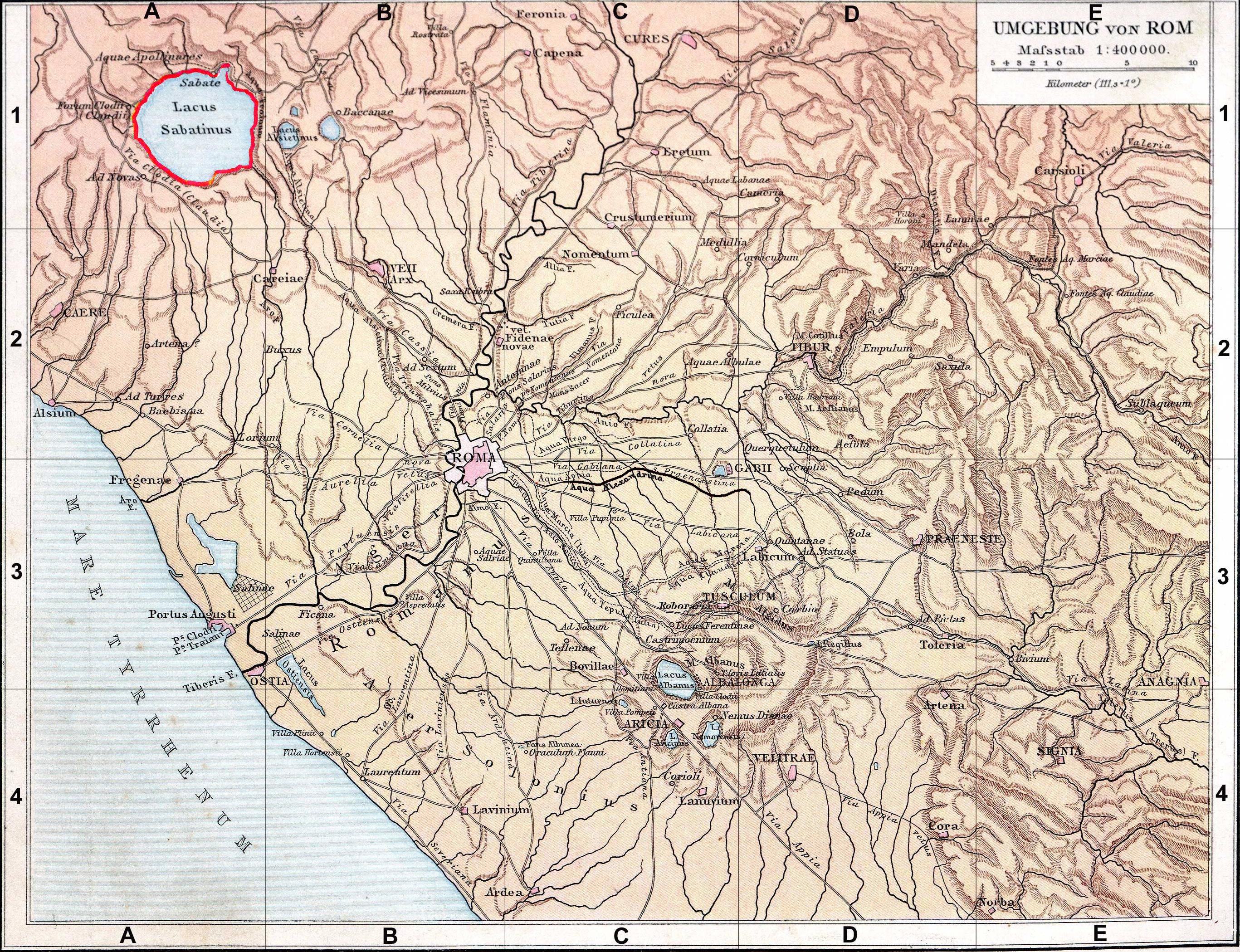
El llac de Bracciano i la seva rodalia en una mapa del 1886

Al fons del llac els submarinistes han localitzat moltes troballes que testifiquen assentaments prehistòrics, com les que es van trobar a prop de Vicarello (del període del Bronze Mitjà), les de Sposetta (Edat del Bronze Mitjà i el Bronze Final), o les de Vigna Gran que daten de l'edat del ferro.

### Enclavament neolític de laMarmotta
Sobre la riba sud del llac, en la zona coneguda amb el nom de La Marmotta (a pocs centenars de metres a l'oest del municipi d'Anguillara Sabazia), unes complexes excavacions subaquàtiques guiades per l'arqueòloga Maria Antonietta Fugazzola han descobert a 7,5 metres de profunditat un important nucli de població neolític submergit dins el llac. El lloc va estar habitat al voltant de cinc-cents anys, entre el 5700 aC i el 5200 aC. Hi havia cases grans de forma rectangular (fins ara s'han trobat set) i col·locades seguint l'ordre d'un carrer. El poble, presumiblement s'estenia sobre una àrea de 25.000 m² i fou abandonat de forma improvisada potser a causa d'una inundació. Les restes trobades han permès identificar el tipus d'economia i la dieta dels seus habitants (llavors d'Hordeum vulgare, ossos de cabra, ovella i gos). Entre els estrats s'han trobat recipients abandonats amb aliment a l'interior. En un cas la presència de cereals i ossos ficats en un mateix recipient suggereix un dinar que s'estava cuinant quan es va desencadenar l'esdeveniment final. No hi mancava la fruita: pomes, prunes, gerds, maduixes i glans. La presència de lli fa pensar en el conreu d'aquesta planta amb finalitat tèxtil. Per altra banda encara no s'ha trobat explicació a la troballa de cascall, planta de la qual s'obté l'opi, un potent somnífer. Entre les eines trobades s'inclouen destrals de pedra, falçs de fusta amb fulla de sílex, navalles d'obsidiana, ceràmica decorada amb impressions cardials (fetes amb la vora de la petxina de Cardium) i pintada amb motius vermells, negres o blancs.
Entre el repertori d'objectes trobats hi ha: pots de ceràmica; una estatueta de pedra representant una dona, potser la “dea mare”; i sobretot canoes fetes a partir del troc d'un roure. Destaca en particular, una canoa de 9,50 metres, originalment dividida en dues parts, que es va trobar el 31 de juliol del 2005 a dotze metres de profunditat, ara es conserva en una urna de vidre que conté substàncies adequades per a la consolidació, al Centre d'Exposicions del Neolític de Anguillara Sabazia.

## Mineralogia
A prop del llac, en l'anomenat "camp geotèrmic de Cesano", s'han trobat diferents cristalls, el mineral més rellevant és la cesanita (fórmula =
Na₇Ca₃(SO₄)₆(OH)·0.8(H₂O), per la qual cosa el lloc ha estat anomenat localitat tipus, és a dir, el lloc a partir del qual es defineix en geologia un tipus específic de mineral.

## Turisme
El llac de Bracciano és una destinació popular per als turistes italians i estrangers. A les vores del llac hi ha diverses platges i càmpings. A la riba l'oest està la ciutat de Bracciano, amb el seu castell visible des de lluny, l'anomenat Castello Orsini-Odescalchi. La ciutat medieval d'Anguillara Sabazia té un llarg passeig a la vora de l'aigua. Al nord es troba la ciutat, també molt visitada, de Trevignano Romano. A la riba sud, està Vigna que dona a una vall i on es troba el Museu d'Aviació. El llac va ser utilitzat en el passat per l'aterratge d'hidroavions militars i civils, entre d'altres els britànics que, entre els anys 1937-1940 la companyia Imperial Airways el feia servir com a parada en vols que anaven del Regne Unit a les seves colònies d'Àfrica i Àsia. A canvi dels drets d'aterratge a Itàlia, la companyia Ala Littoria tenia permès l'ús d'aeròdroms a les colònies britàniques.
Durant els mesos d'estiu, els pobles al costat del llac estan connectats amb els transbordadors.

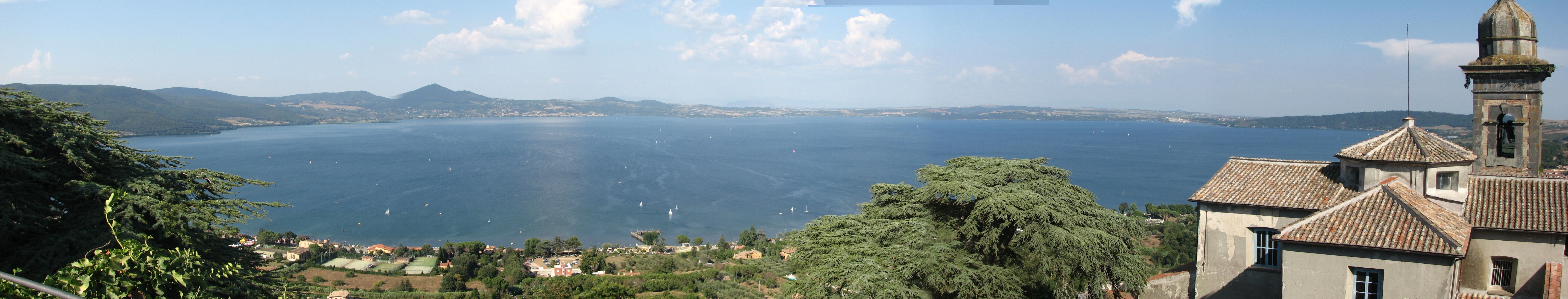
El llac vist des del Castello Orsini-Odescalchi